# SchücoArena
La SchücoArena è il principale stadio di calcio della città di Bielefeld, in Germania. Ospita le partite interne dell'Arminia Bielefeld. Tradizionalmente viene indicato con il nome Alm, Bielefelder Alm o Alm-Stadion, mentre al catasto è segnato come Stadion an der Melanchthonstraße (Stadio su Via Melantone).
Si trova nella zona più centrale della città, il quartiere di Bielefeld-Mitte. È stato costruito nel 1926, ampliato nel corso degli anni (nel corso degli anni '70, con strutture provvisorie, lo stadio era stato ampliato fino ai 35.000 posti, poi ridotti a 15.000 dopo la Strage dell'Heysel) ed infine completamente restaurato in due riprese: tra il 1996 e il 1999 sono state rifatte le tribune nord, sud ed ovest; tra il 2006 ed il 2008 la tribuna est. L'attuale capienza è di 27.300 posti.

## Dati
- Ubicazione: Bielefeld, Germania
- Inaugurazione: 1926
- Superficie campo: Erba
- Dimensioni campo: 105 × 68 m
- Proprietario: Arminia Bielefeld
- Progetto: Stopfel Architekten
- Beneficiari: Arminia Bielefeld
- Capacità: 27.300 posti a sedere
- Eventi ospitati: Mondiali di calcio del 2006